# 田中信英
田中 信英（たなか のぶひで、1916年（大正5年）12月18日 - 1995年（平成7年）2月5日）は、昭和から平成初期の警察官、政治家。大和高田市長（在職1991年10月5日～1995年2月5日）。

## 略歴
- 1916年　大和高田市にて、西藪信英として生まれる
- 1934年　大阪鉄道学校3年中退。鉄道省大阪鉄道局勤務。
- 1937年　奈良県巡査拝命
- 1943年　兵役応召
- 1944年　兵役解除、奈良県警察官復職。
- 1964年　奈良県警察官辞職。日進運送（株）社長
- 1969年　大成運輸（株）社長
- 1971年　奈良県会議員初当選（4期16年）
- (1971年04月11日 奈良県議会選挙)
- (1975年04月13日 奈良県議会選挙)
- (1979年04月08日 奈良県議会選挙)
- (1983年04月10日 奈良県議会選挙)
- 1991年　大和高田市長当選
- 1995年　市長在職中多臓器不全で急死

## 市長としての業籍
市営温泉さくら荘、市民文化会館事業を立ち上げた。